# Octopoma quadrisepalum
Octopoma quadrisepalum är en isörtsväxtart som först beskrevs av L. Bol., och fick sitt nu gällande namn av H.E.K. Hartmann. Octopoma quadrisepalum ingår i släktet Octopoma och familjen isörtsväxter. Inga underarter finns listade i Catalogue of Life.